# پیتر ناجاریان
پیتر ناجاریان (انگلیسی: Peter Najarian؛ زادهٔ ۲۲ دسامبر ۱۹۶۳) کارآفرین، معامله‌گر اوراق بهادار و تحلیل‌گر بازار بورس، بازیکن فوتبال آمریکایی بازنشسته و نویسنده آمریکایی ارمنی‌تبار است. وی فرزند جراح آمریکایی؛ جان ناجاریان می‌باشد و پیش‌تر در باشگاه‌های تمپا بی بوکانیرز و مینه‌سوتا وایکینگز عضویت داشته است. ناجاریان هم‌اکنون از تحلیل‌گران بازار بورس در شبکه تلویزیونی ام‌اس‌ان‌بی‌سی می‌باشد.